# Comuna de Strawczyn
Strawczyn (polaco: Gmina Strawczyn) é uma gminy (comuna) na Polónia, na voivodia de Santa Cruz e no condado de Kielecki. A sede do condado é a cidade de Strawczyn.
De acordo com os censos de 2006, a comuna tem 9789 habitantes, com uma densidade 112,8 hab/km².

## Área
Estende-se por uma área de 86,26 km², incluindo:
- área agrícola: 74%
- área florestal: 19%

## Demografia
Dados de 30 de Junho 2004:
|                      | Total   | Total | Mulheres | Mulheres | Homens  | Homens |
| -------------------- | ------- | ----- | -------- | -------- | ------- | ------ |
|                      | pessoas | %     | pessoas  | %        | pessoas | %      |
| População            | 9732    | 100   | 4806     | 49,4     | 4926    | 50,6   |
| Densidade (pop./km²) | 112,8   | 100   | 55,7     | 55,7     | 57,1    | 57,1   |

De acordo com dados de 2005, o rendimento médio per capita ascendia a 2010,88 zł.

## Comunas vizinhas
- Łopuszno, Miedziana Góra, Mniów, Piekoszów